# Benjamin Guggenheim
Benjamin Guggenheim (Filadelfia, 26 ottobre 1865 – Oceano Atlantico, 15 aprile 1912) è stato un imprenditore statunitense.

## Biografia
Quinto figlio del magnate minerario Meyer Guggenheim - di origini ebraica e svizzera - sposò la figlia di un noto banchiere di New York, dalla quale ebbe la figlia  Peggy, fondatrice della Peggy Guggenheim Collection di Venezia. Dal padre ereditò una corposa fortuna finanziaria, senza però distinguersi in alcuna importante attività imprenditoriale. Era, inoltre, fratello minore di Solomon R. Guggenheim, appassionato d'arte e fondatore della Solomon R. Guggenheim Foundation.
Nel 1912, all'età di 46 anni, dopo un soggiorno nella sua villa di Parigi, decise di tornare negli Stati Uniti d'America accompagnato dalla sua amante, la cantante francese Léontine Aubert, dal suo cameriere personale Victor Giglio e dal suo autista René Pernot. In origine avrebbe dovuto imbarcarsi sul transatlantico Lusitania della Cunard Line, ma un guasto a tale nave lo obbligò a optare per il Titanic, della compagnia rivale White Star Line, che stava svolgendo il suo primo viaggio, imbarcandosi a Cherbourg nella serata del 10 aprile. Quando, quattro giorni dopo, la nave colpì un iceberg nel pieno dell'Oceano Atlantico ed affondò nell'arco di poco meno di tre ore, Guggenheim fu una delle oltre 1 500 vittime del naufragio e passò alla storia per il proprio atteggiamento in tale occasione, ripreso in tutta la filmografia inerente al disastro. L'affarista statunitense quando seppe che la nave era ormai perduta, non volle indossare il giubbotto di salvataggio, disse una frase del tipo: «Ho indossato il mio abito migliore e sono pronto ad affondare come un gentiluomo» e morì da vero gentleman, lasciando posto a donne e bambini sulle scialuppe e attendendo il momento estremo in frac.

## Curiosità
- In una parodia di Leo Ortolani in cui si accenna alla vicenda del Titanic, il protagonista Rat-Man gli mostra un'immagine del Guggenheim Museum di New York, chiedendogli: «Cosa pensa di una costruzione in suo onore con questa forma architettonica?». «Caro mio - è la risposta - piuttosto che sopportare la vista di un simile orrore preferirei affondare con tutto il Titanic!».